# 特列沃地区科尔尼永
特列沃地区科尔尼永（法語：Cornillon-en-Trièves，法語發音：[kɔʁnijɔ̃ ɑ̃ tʁijɛv]）是法国伊泽尔省的一个市镇，位于该省南部，属于格勒诺布尔区。

## 地理
特列沃地区科尔尼永（44°49'46"N, 5°43'3"E）面积13.92 平方千米，位于法国奥弗涅-罗讷-阿尔卑斯大区伊泽尔省，该省份为法国东南部内陆省份，北起顺时针与安省、萨瓦省、上阿尔卑斯省、德龙省、阿尔代什省、卢瓦尔省和罗讷省。
与特列沃地区科尔尼永接壤的市镇（或旧市镇、城区）包括：拉瓦尔、迈尔-萨韦勒、芒斯、勒佩尔西、普雷布瓦、圣让代朗。

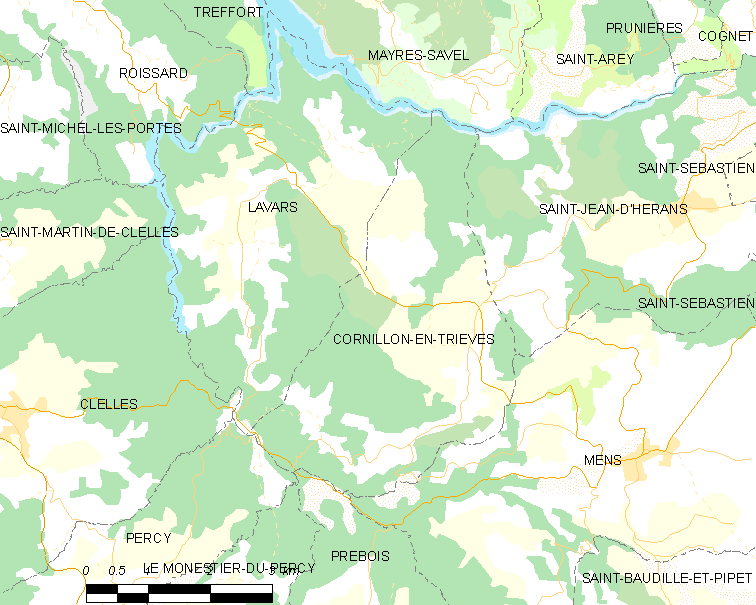
特列沃地区科尔尼永的OSM定位图

特列沃地区科尔尼永的时区为UTC+01:00、UTC+02:00（夏令时）。

## 行政
特列沃地区科尔尼永的邮政编码为38710，INSEE市镇编码为38127。

## 政治
特列沃地区科尔尼永所属的省级选区为马泰西讷-特列沃县。

## 人口

1962-2008年间特列沃地区科尔尼永人口变化图示

特列沃地区科尔尼永于2022年1月1日时的人口数量为169人。